# Sylvania (Ohio)
Sylvania ist eine City im Lucas County des US-Bundesstaats Ohio. Es ist ein industrieller Vorort von Toledo und liegt nahe dem Eriesee, direkt an der Grenze zu Michigan. Das U.S. Census Bureau ermittelte bei der Volkszählung 2020 eine Einwohnerzahl von 19.011.
General David White gilt als Gründer von Sylvania als erster Pioniersiedler und Stadtaufseher, ursprünglich aus Palmyra, New York. Im Jahr 1832 erhielt White den Titel eines Generals (möglicherweise nach Verdiensten während des Krieges von 1812), was ihm erlaubte, die westliche Region des Eriesees zu erkunden. Als er das Potenzial einiger verfügbarer Grundstücke nördlich von Maumee, Ohio, einer damals bedeutenden Hafenstadt, erkannte, erwarb er einen Titel für das Land und baute eine Blockhütte an der späteren Ecke Summit und Monroe Street in der Nähe der heutigen Innenstadt von Sylvania.
In den 1830er und 1840er Jahren erlebte der Schienenverkehr in der gesamten Region der Großen Seen eine bedeutende Expansion. 1833 wurde die Erie and Kalamazoo Railroad als Teil der Lake Shore and Michigan Southern Railway gechartert, die vom damaligen Port Lawrence, Michigan (heute Toledo, Ohio), bis zur Mündung des Kalamazoo River am Lake Michigan führte. Die Züge wurden zunächst von Pferden gezogen, bis 1837 die erste Dampflokomotive eingesetzt wurde. Sylvania baute 1858 ein eigenes Eisenbahndepot an der Erie-Kalamazoo Railroad. Während das Depot nicht mehr in Betrieb ist, existiert das ursprüngliche Bahnhofsgebäude als Ausstellungsstück im Sylvania Historical Village, immer noch neben der Eisenbahn, die weiterhin in Betrieb ist.
Sylvania wurde als Gemeinde 1867 gegründet. Ein Postamt namens Sylvania ist seit 1859 in Betrieb.

## Demografie
Nach einer Schätzung von 2019 leben in Sylvania 20.055 Menschen. Die Bevölkerung teilt sich im selben Jahr auf in 90,3 % Weiße, 2,1 % Afroamerikaner, 3,3 % Asiaten und 2,6 % mit zwei oder mehr Ethnizitäten. Hispanics oder Latinos aller Ethnien machten 3,9 % der Bevölkerung aus. Das mittlere Haushaltseinkommen lag bei 76.923 US-Dollar und die Armutsquote bei 7,7 %.
| Jahr | Einwohner¹ |
| ---- | ---------- |
| 1950 | 2.433      |
| 1960 | 5.187      |
| 1970 | 12.031     |
| 1980 | 15.556     |
| 1990 | 17.301     |
| 2000 | 18.670     |
| 2010 | 18.971     |
| 2020 | 19.011     |

¹ 1950 – 2020: Volkszählungsergebnisse

## Söhne und Töchter der Stadt
- Sam Abell (* 1945), Fotograf
- Alissa Czisny (* 1987), Eiskunstläuferin